# 王羽 (明朝進士)
王羽（1372年—？），字儀之，浙江仁和縣（今屬杭州市）人，明初政治人物。曾任太常寺少卿。

## 生平
王羽少年入杭州府學，洪武二十三年（1390年），年僅十九歲即高中解元。次年，聯捷辛未科二甲第一名進士。其爲人端重，作文深諳義理，參修四書、五經及《性理大全》。永樂間任南京禮部儀制司郎中，永樂二十二年（1424年）仁宗即位後，陞太常寺少卿。宣德初年上疏乞歸，改任餘杭縣教諭。光緒《仁和縣志》有傳。

## 家族
子王宗賢，中式舉人，官至淮府長史。